# Chaos;Child
Chaos;Child (カオスチャイルド?, Kaosu Chairudo, stilizzato ChäoS;Child) è una visual novel giapponese sviluppata da 5pb. e pubblicata in Giappone il 18 dicembre 2014 per Xbox One, il 25 giugno 2015 per PlayStation 3, PlayStation 4 e PlayStation Vita, e il 28 aprile 2016 per Microsoft Windows. È il quarto titolo della serie Science Adventure, nonché il sequel diretto di Chaos;Head. Un adattamento manga ha iniziato la serializzazione sul Dengeki G's Comic di ASCII Media Works il 29 dicembre 2015, mentre un adattamento anime, prodotto da Silver Link, è stato trasmesso tra l'11 gennaio e il 29 marzo 2017.

## Personaggi
Takuru Miyashiro (宮代 拓留?, Miyashiro Takuru)
Doppiato da: Yoshitsugu Matsuoka
Serika Onoe (尾上 世莉架?, Onoe Serika)
Doppiata da: Sumire Uesaka
Nono Kurusu (来栖 乃々?, Kurusu Nono)
Doppiata da: Sarah Emi Bridcutt
Hinae Arimura (有村 雛絵?, Arimura Hinae)
Doppiata da: Suzuko Mimori
Hana Kazuki (香月 華?, Kazuki Hana)
Doppiata da: Sayaka Nakaya
Uki Yamazoe (山添 うき?, Yamazoe Uki)
Doppiata da: Inori Minase

## Distribuzione
Originariamente previsto per il 27 novembre 2014, Chaos;Child è stato poi pubblicato in Giappone il 18 dicembre 2014 per Xbox One. Tramite vari port, il gioco è stato reso disponibile, sempre e solo nel Paese nipponico, anche per PlayStation 3, PlayStation 4 e PlayStation Vita il 25 giugno 2015 e per Microsoft Windows il 28 aprile 2016. Un'edizione limitata delle versioni per PlayStation è stata distribuita insieme a un drama-CD inedito. Un gioco spin-off, intitolato Chaos;Child love chu chu!! (CHAOS;CHILD らぶchu☆chu!!?, Chaos;Child rabu chu chu!!), è stato pubblicato in Giappone il 30 marzo 2017 per PlayStation Vita e PlayStation 4.

## Altri media

### Manga
Un adattamento manga, disegnato da Relucy, ha iniziato la serializzazione sulla rivista Dengeki G's Comic di ASCII Media Works il 29 dicembre 2015. Un primo volume tankōbon è stato pubblicato il 27 agosto 2016.

#### Volumi
| Nº | Data di prima pubblicazione | Data di prima pubblicazione | Data di prima pubblicazione |
| Nº | Giapponese                  | Giapponese                  |                             |
| -- | --------------------------- | --------------------------- | --------------------------- |
| 1  | 27 agosto 2016              | ISBN 978-4-04-892359-0      |                             |

### Anime
Annunciato il 28 marzo 2015 da Chiyomaru Shikura (il direttore esecutivo di Mages., l'azienda che controlla 5pb.), un adattamento anime, prodotto da Silver Link e diretto da Masato Jinbo, è andato in onda dall'11 gennaio al 29 marzo 2017 con il primo episodio trasmesso come uno speciale dalla durata di un'ora. Le sigle di apertura e chiusura sono rispettivamente Uncontrollable di Kanako Itō e Chaos Syndrome di Konomi Suzuki. In tutto il mondo, ad eccezione dell'Asia, gli episodi sono stati trasmessi in streaming in simulcast, anche coi sottotitoli in italiano, da Crunchyroll.

#### Episodi
| Nº | Titolo italiano Giapponese 「Kanji」 - Rōmaji                                                                                  | In onda          | In onda |
| Nº | Titolo italiano Giapponese 「Kanji」 - Rōmaji                                                                                  | Giapponese       |         |
| 1  | Chaos;Head 「CHAOS;HEAD」L'indagine è in mani capaci 「情報強者は事件を追う」 - Jōhō kyōsha wa jiken o ou                      | 11 gennaio 2017  |         |
| 2  | I delitti gridano contro di loro 「事件が彼らを嘯く」 - Jiken ga karera o usobuku                                              | 18 gennaio 2017  |         |
| 3  | Ciò che hanno da raccontare sul festival 「彼らのお祭りのお話の言い分」 - Karera no omatsuri no ohanashi no iibun              | 25 gennaio 2017  |         |
| 4  | Il lato nascosto di questa storia 「お話の裏側が妄想を始める」 - Ohanashi no uragawa ga mōsō o hajimeru                        | 1º febbraio 2017 |         |
| 5  | Gli abitanti delle illusioni sono sempre più vicini 「妄想の住人が騒ぎ迫る」 - Mōsō no jūnin ga sawagi semaru                  | 8 febbraio 2017  |         |
| 6  | Per arrivare in tempo al passato che ci ha invaso 「侵した過去に間に合うために」 - Okashita kako ni maniau tame ni             | 15 febbraio 2017 |         |
| 7  | — | 22 febbraio 2017 |         |
| 8  | Pensieri confusi da un intrico di luci e di ombre 「錯綜する光と影に惑う思いは」 - Sakusō suru hikari to kage ni madou omoi wa | 1º marzo 2017    |         |
| 9  | Il punto d'arrivo di un intrico di speculazioni 「錯綜する思惑の行き着くところ」 - Sakusō suru omowaku no ikitsuku tokoro      | 8 marzo 2017     |         |
| 10 | Ricordi di un passato incombente 「迫りくる過去の記憶」 - Semari kuru kako no kioku                                            | 15 marzo 2017    |         |
| 11 | La sua battaglia 「彼の戦い」 - Kare no tatakai                                                                                | 22 marzo 2017    |         |
| 12 | Lei e la sua intenzione 「彼女の思惑」 - Kanojo no omowaku                                                                     | 29 marzo 2017    |         |